# Metro w Fukuoce

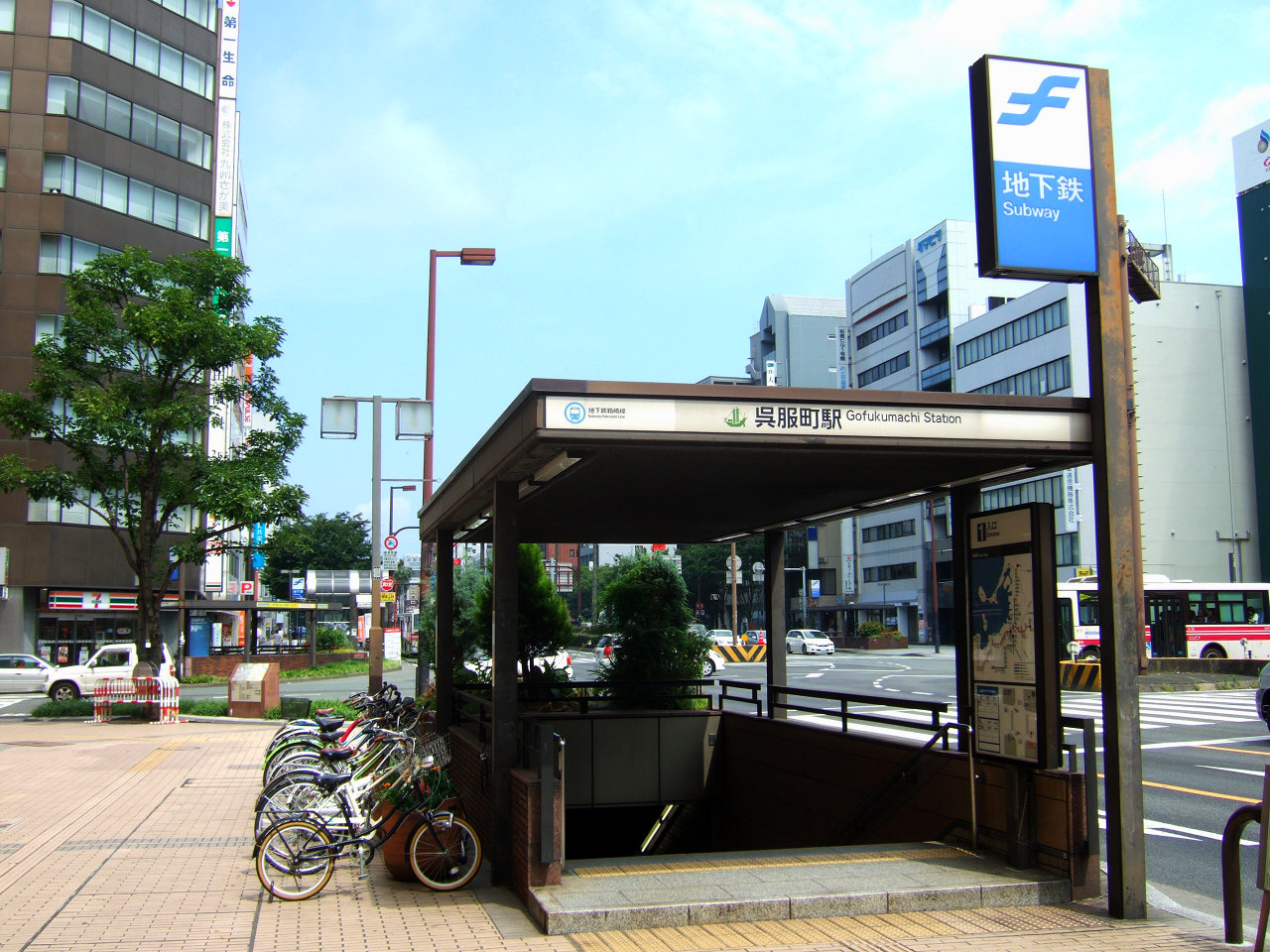
Wejście do stacji Gofukumachi (呉服町駅)

Metro w Fukuoce (jap. 福岡市地下鉄, Fukuoka-shi Chikatetsu) – system metra obsługujący Fukuokę, w Japonii. Składa się z trzech linii o łącznej długości 31,4 km. Pierwszy odcinek metra został otwarty w lipcu 1981 roku.

## Historia
W 1973 r. rada miasta Fukuoki zagłosowała za zbudowaniem szybkiej kolei w mieście, rok później Ministerstwo Transportu udzieliło miastu licencji na jej zbudowanie. 26 lipca 1981 roku został otwarty pierwszy odcinek linii Kūkō (空港線) na trasie Muromi–Tenjin. W 1982 roku otwarto pierwszy odcinek linii Hakozaki (箱崎線). W następnych latach obie linie były przedłużane (linia Hakozaki ostatni raz w 1986, a linia Kūkō w 1993 roku). Linię Nanakuma (七隈線) otwarto w 2005 roku (odcinek między stacjami Hashimoto i Tenjin Minami), w 2023 roku zostało otwarte jej przedłużenie od stacji Tenjin Minami do stacji Hakata.

## System
Pod koniec 2023 roku system składał się z trzech linii o łącznej długości torów 31,4 km.
| Ikona | Oznaczenie | Nazwa linii | Liczba stacji | Rok otwarcia | Ostatnie przedłużenie | Długość linii | Rozstaw szyn | Przypisy          |
| ----- | ---------- | ----------- | ------------- | ------------ | --------------------- | ------------- | ------------ | ----------------- |
|       | K          | Kūkō        | 13            | 1981         | 1993                  | 13,1 km       | 1067 mm      | [ 4 ] [ 7 ] [ 8 ] |
|       | H          | Hakozaki    | 7             | 1982         | 1986                  | 4,7 km        | 1067 mm      | [ 4 ] [ 7 ] [ 8 ] |
|       | N          | Nanakuma    | 18            | 2005         | 2023                  | 13,6 km       | 1435 mm      | [ 4 ] [ 7 ] [ 8 ] |

Każda stacja metra ma swój unikalny symbol i kolor (np. stacja przy porcie lotniczym Fukuoka jest oznaczona symbolem niebieskiego samolotu), są one zaznaczone w oficjalnym schemacie systemu oraz na wejściach do stacji.

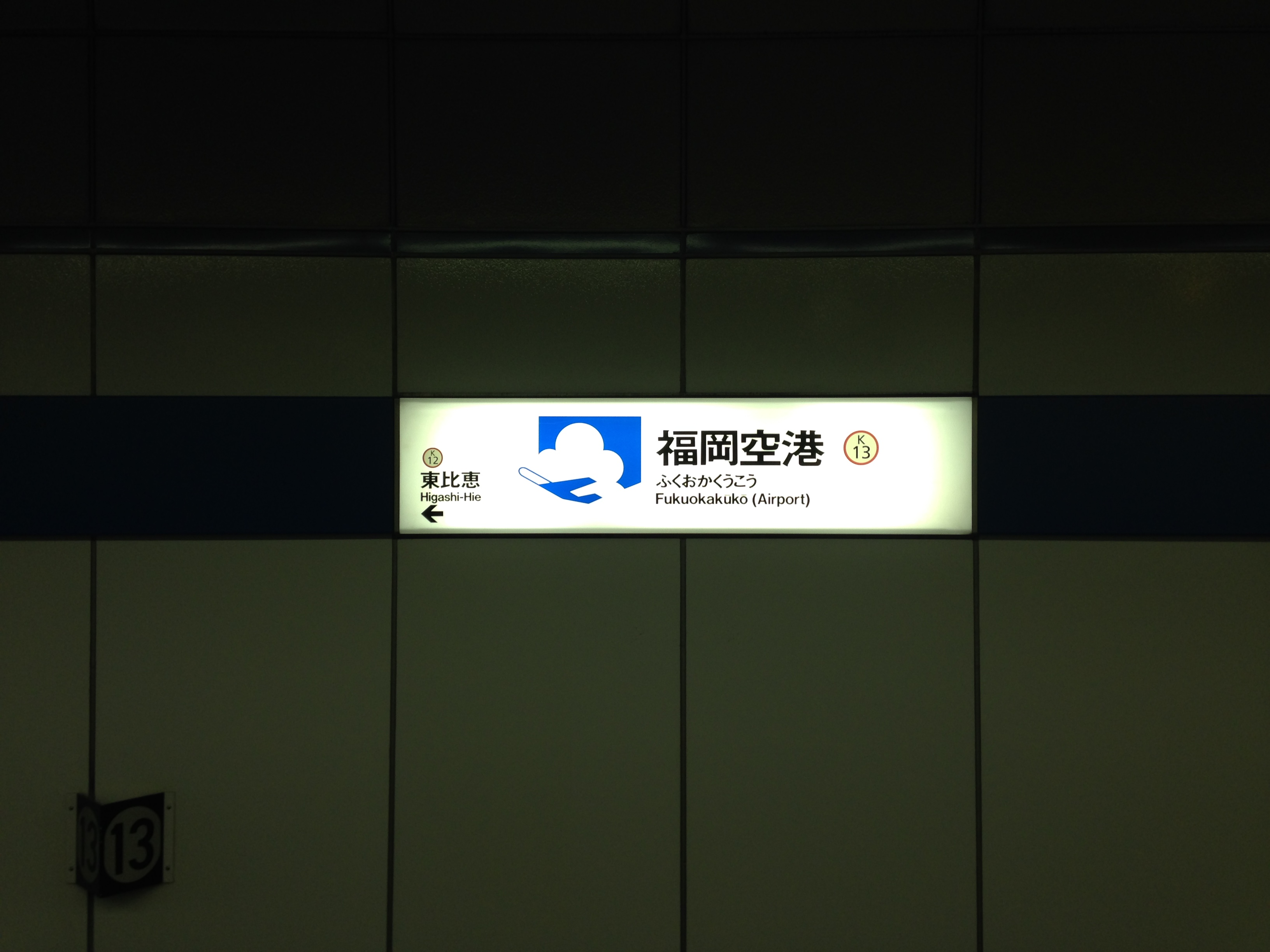
Symbol stacji Port Lotniczy Fukuoka (福岡空港駅)

## Tabor
Linie Kūkō i Hakozaki obsługiwane są przez pociągi serii 1000N, 2000 i 2000N, natomiast linię Nanakuma obsługują pociągi serii 3000 i 3000A.

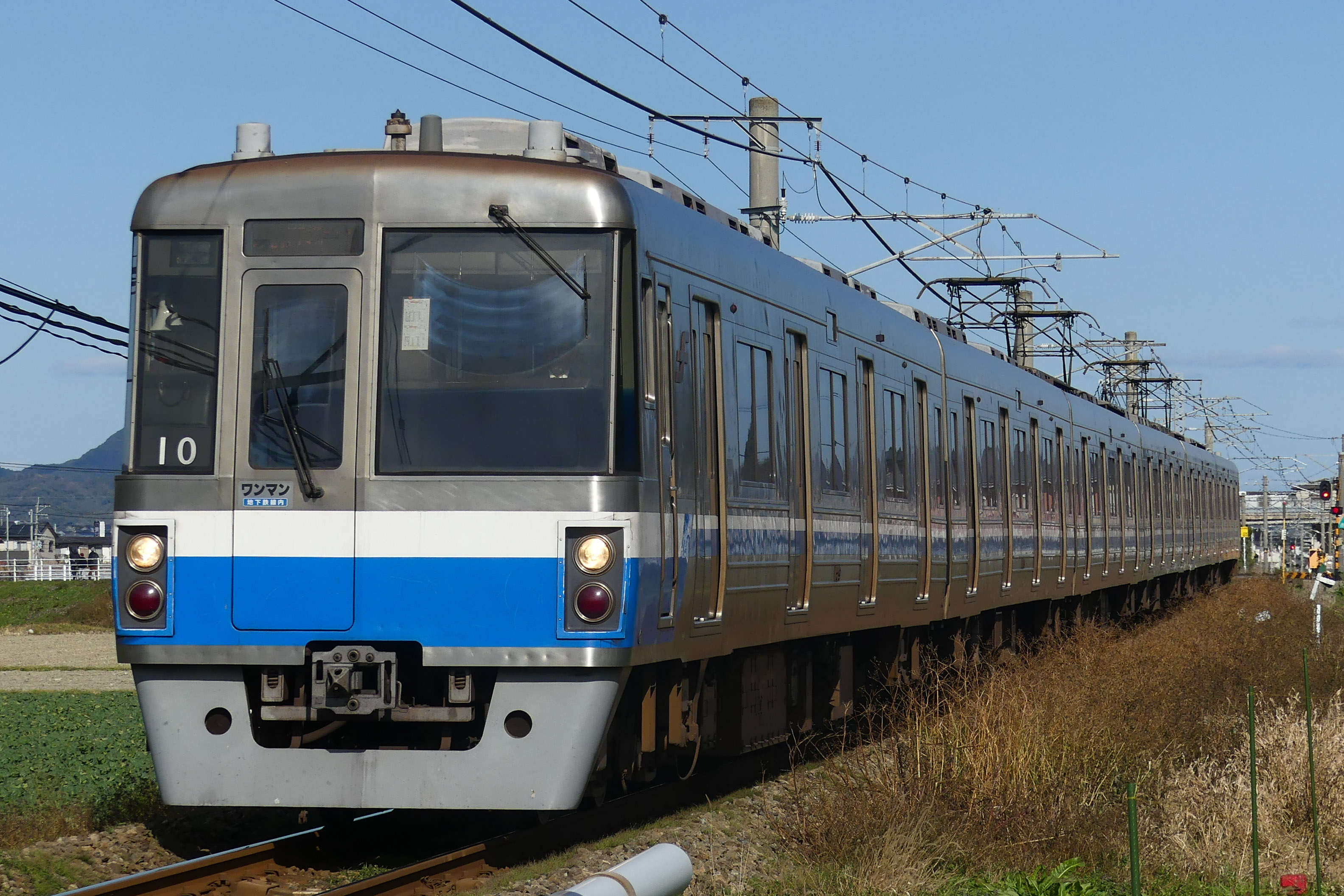
Pociąg serii 1000
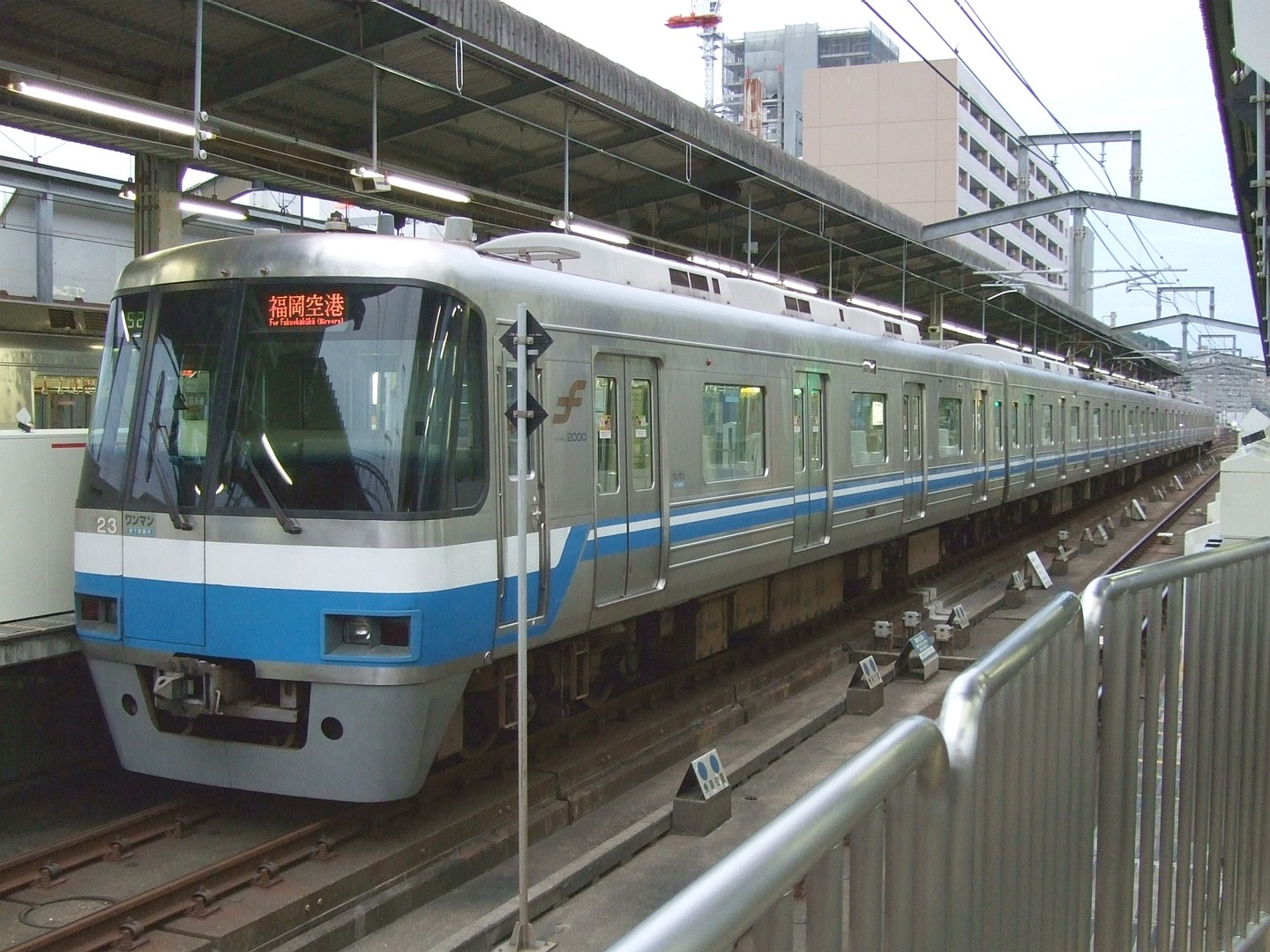
Pociąg serii 2000
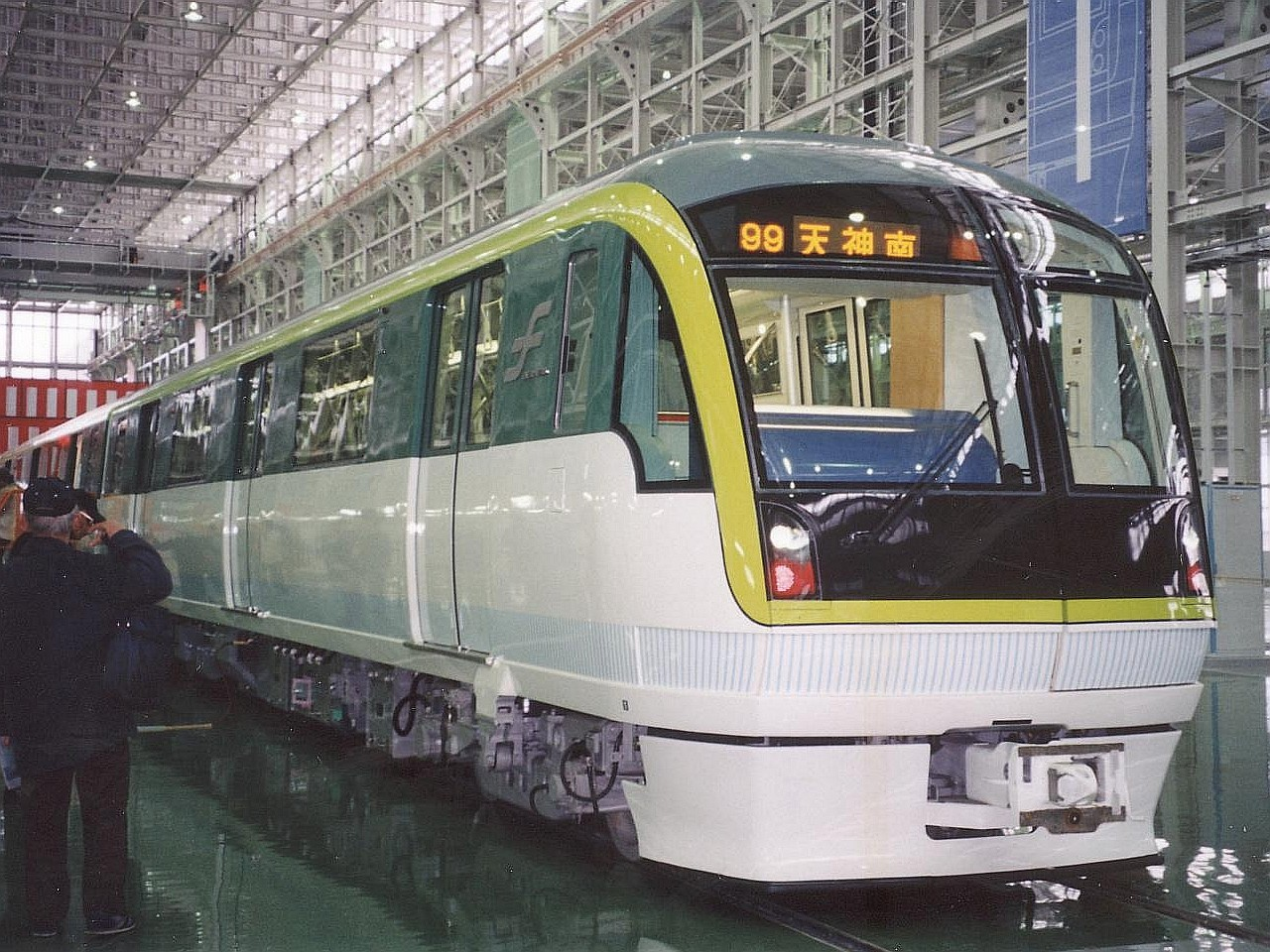
Pociąg serii 3000
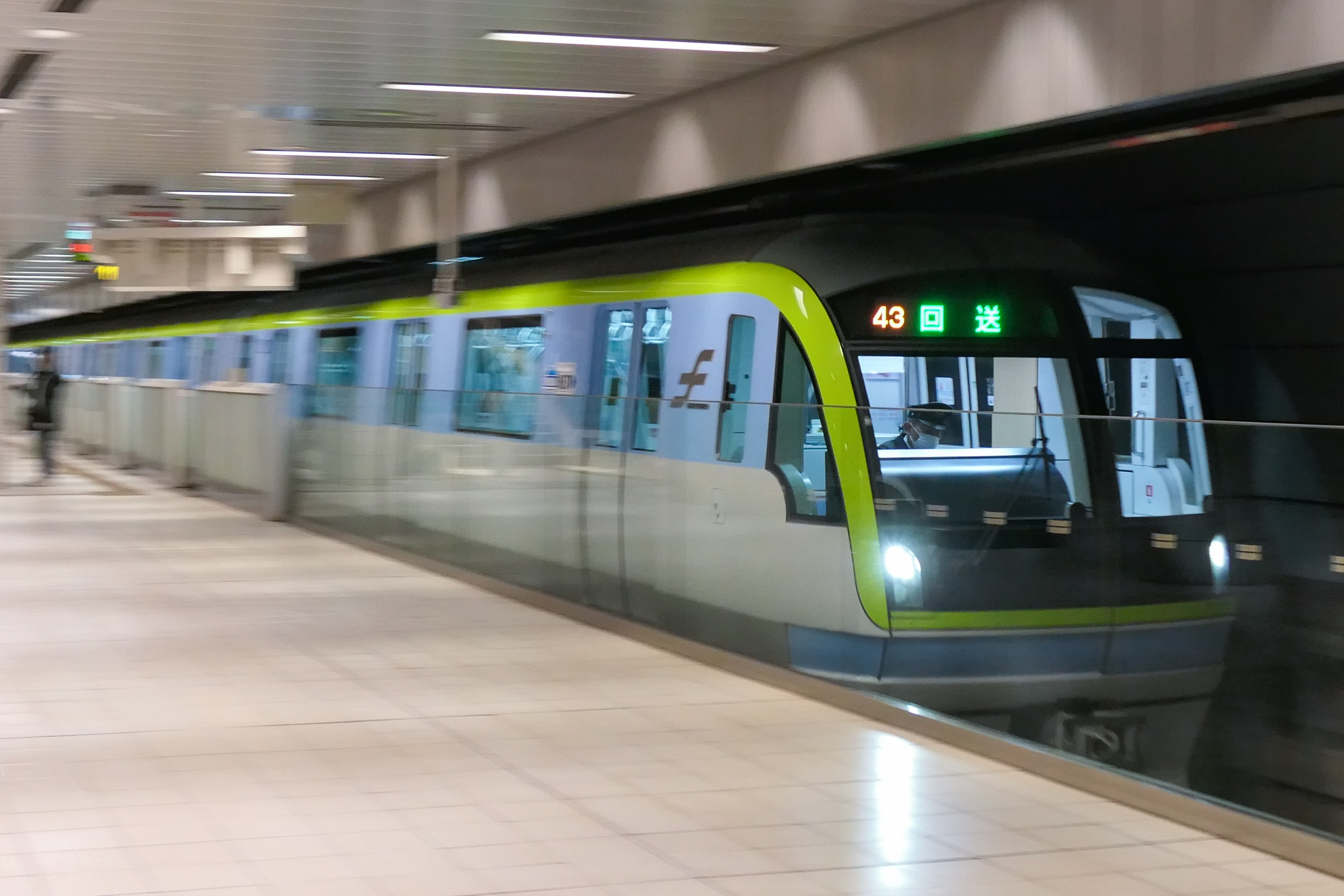
Pociąg serii 3000A